# Biserica de lemn din Pârâu de Vale

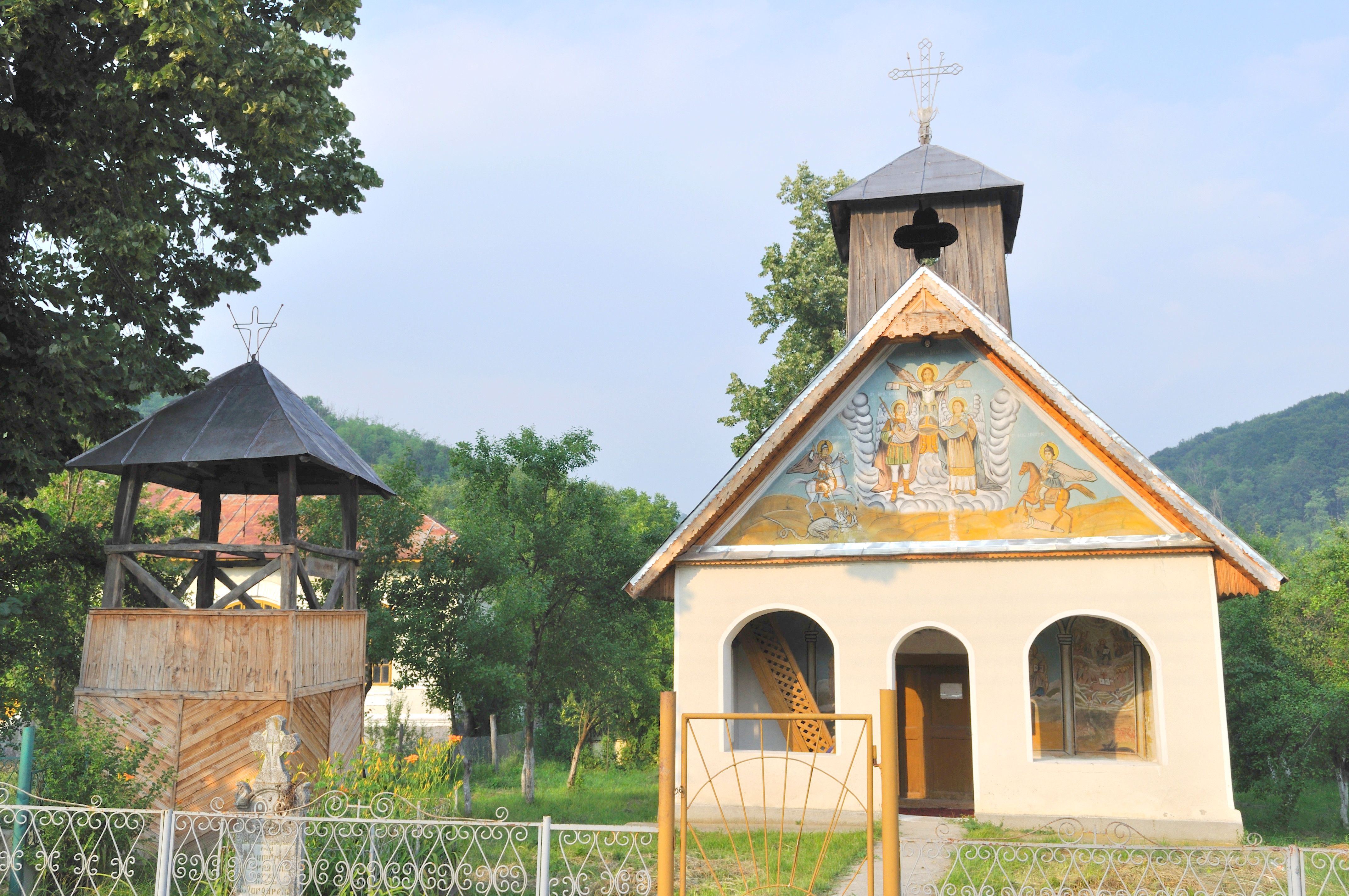
Biserica de lemn „Sfinții Voievozi” din Pârâu de Vale, judeţul Gorj, foto: iunie 2010.

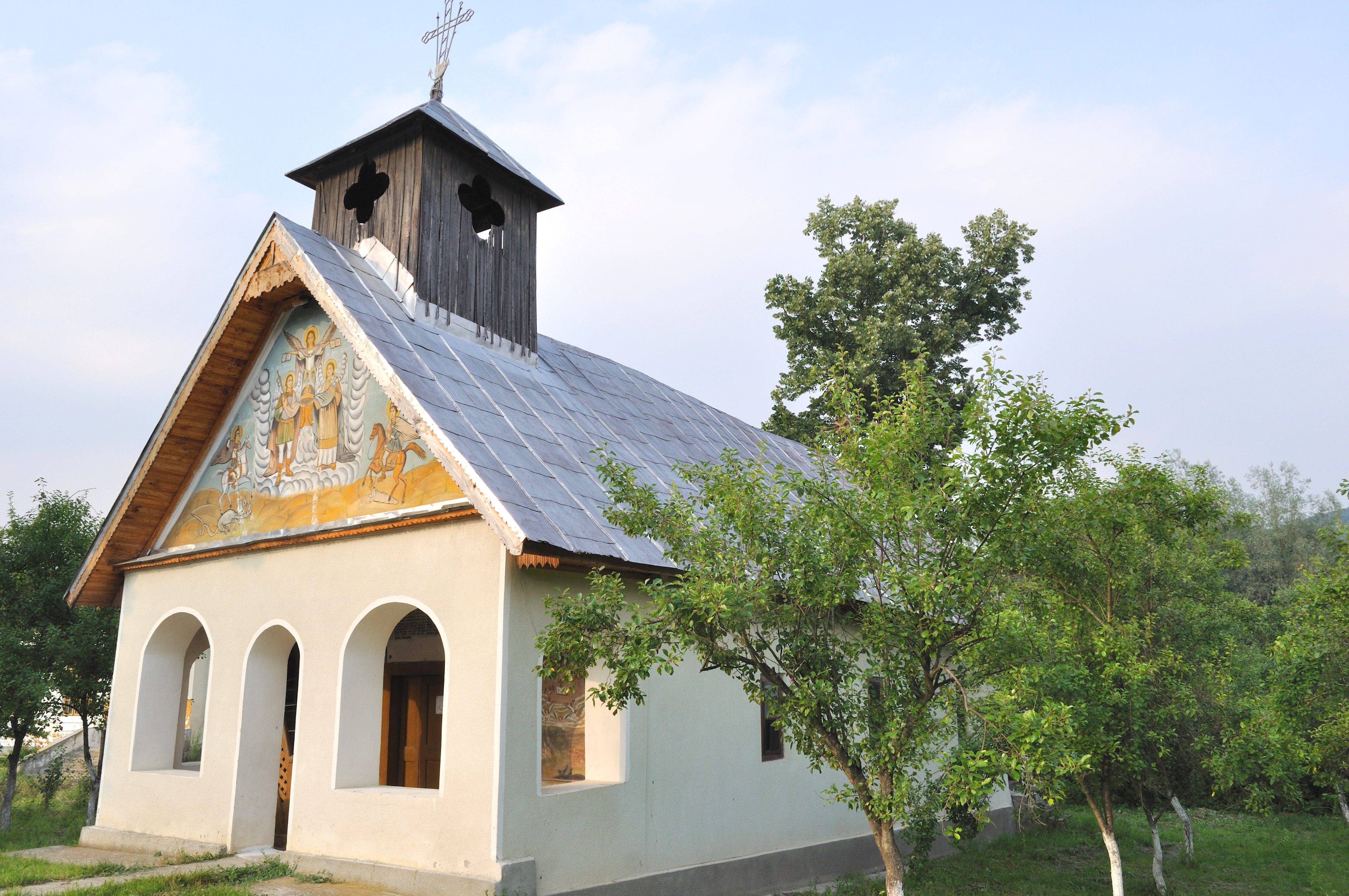
Biserica (sud-vest)

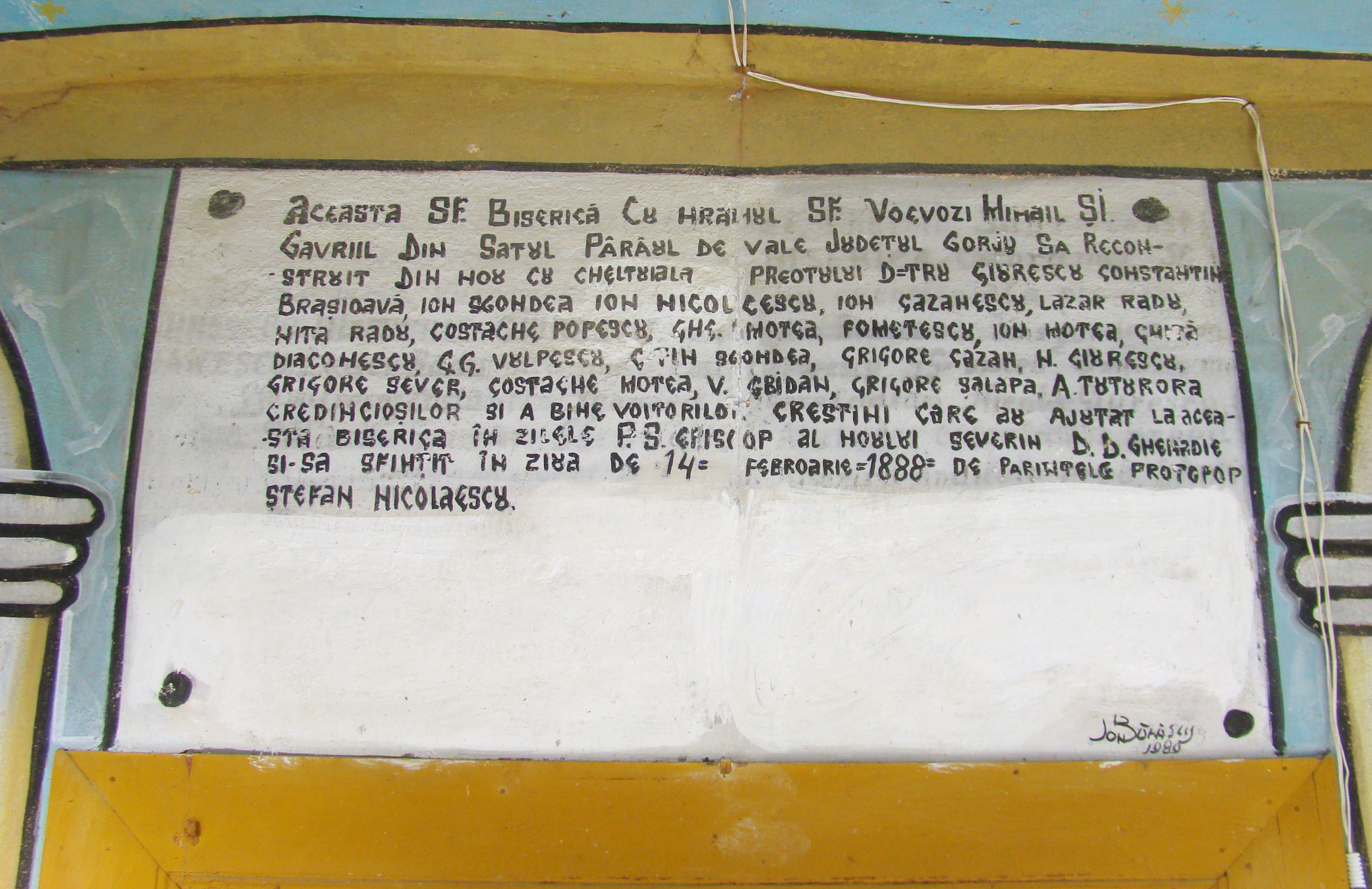
Pisanie

Biserica de lemn din Pârâu de Vale, comuna Godinești, județul Gorj, a fost construită în 1888. Are hramul „Sfinții Voievozi”. Biserica nu se află pe noua listă a monumentelor istorice.

## Galerie de imagini

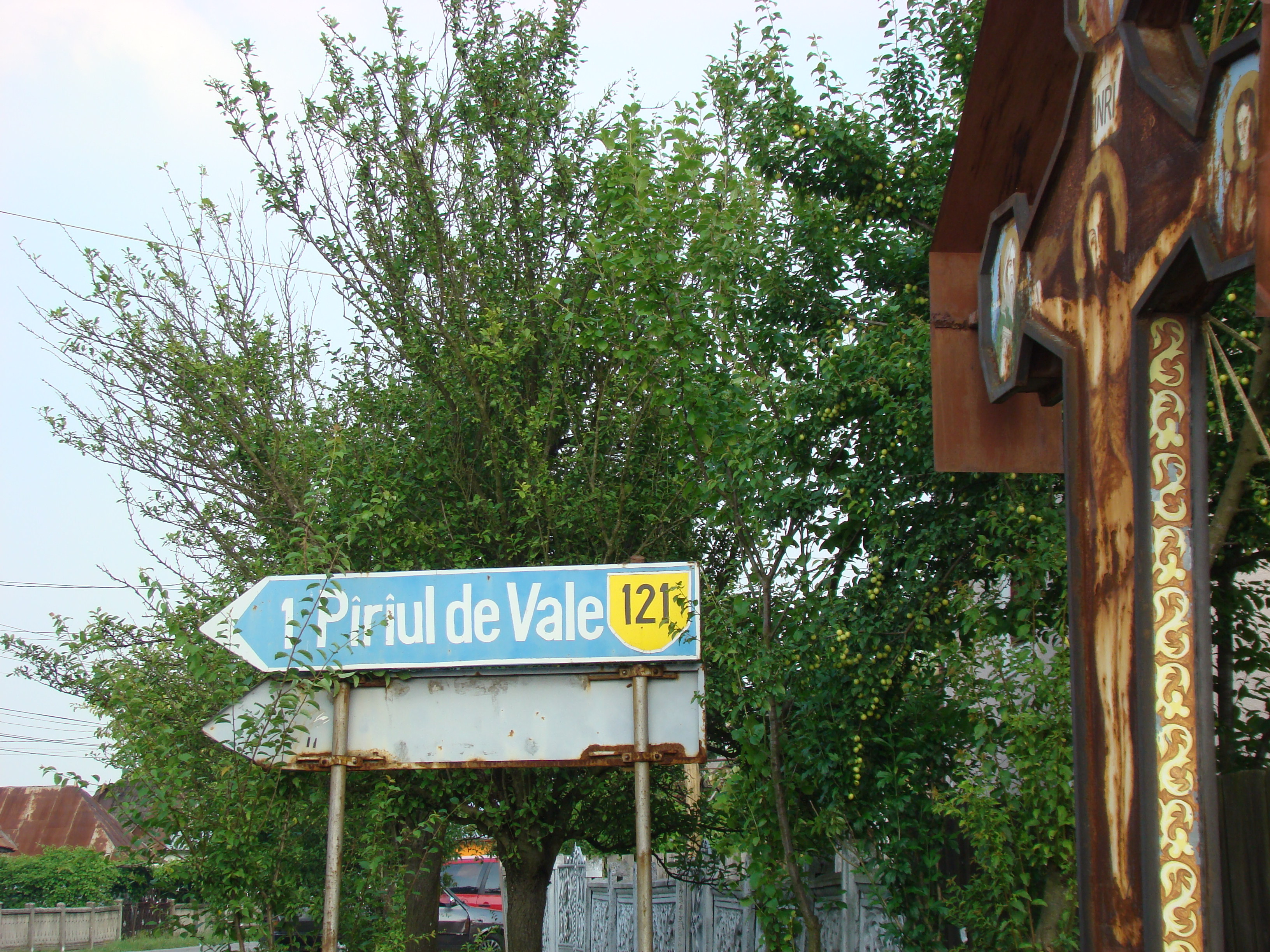
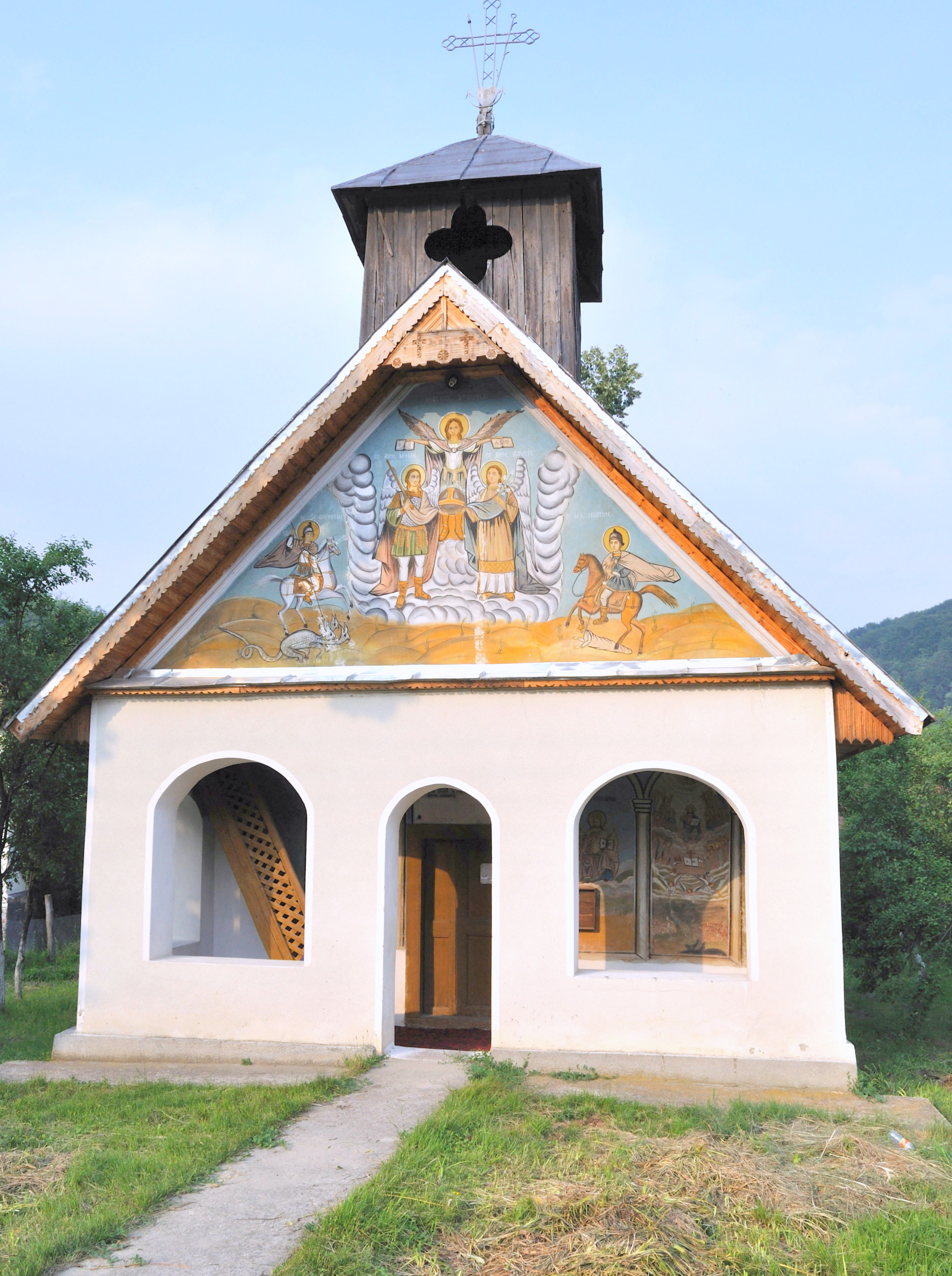
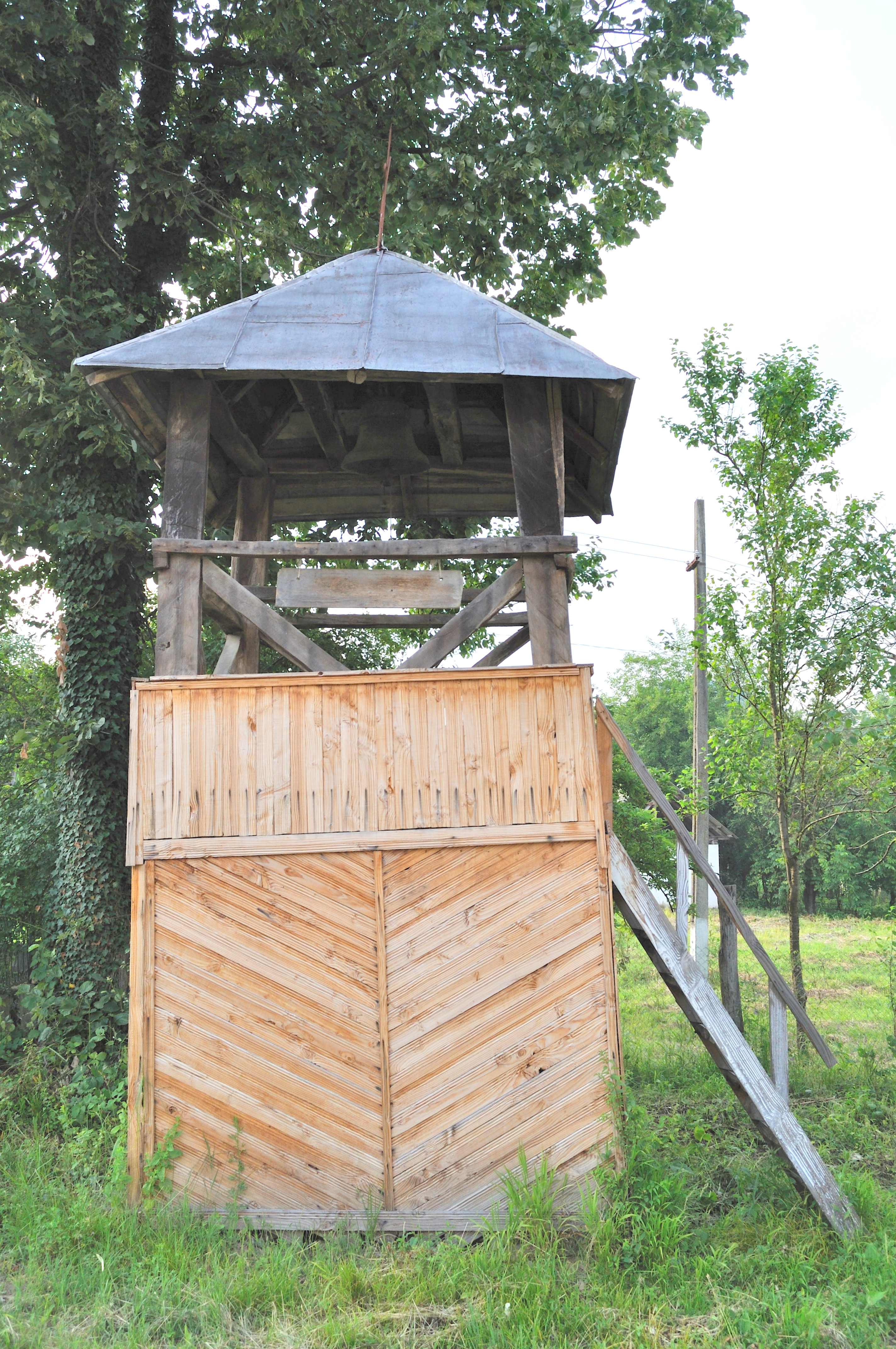
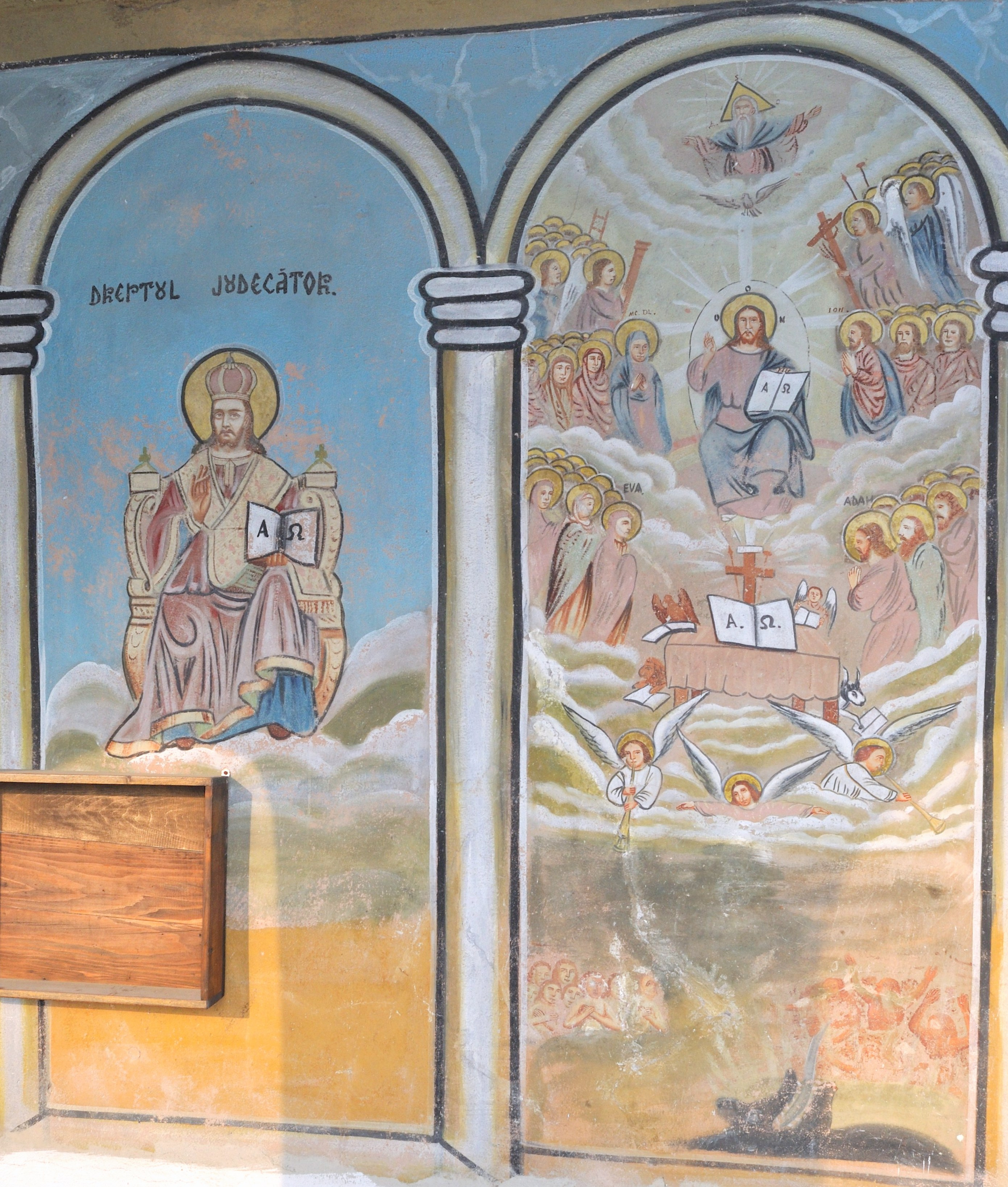
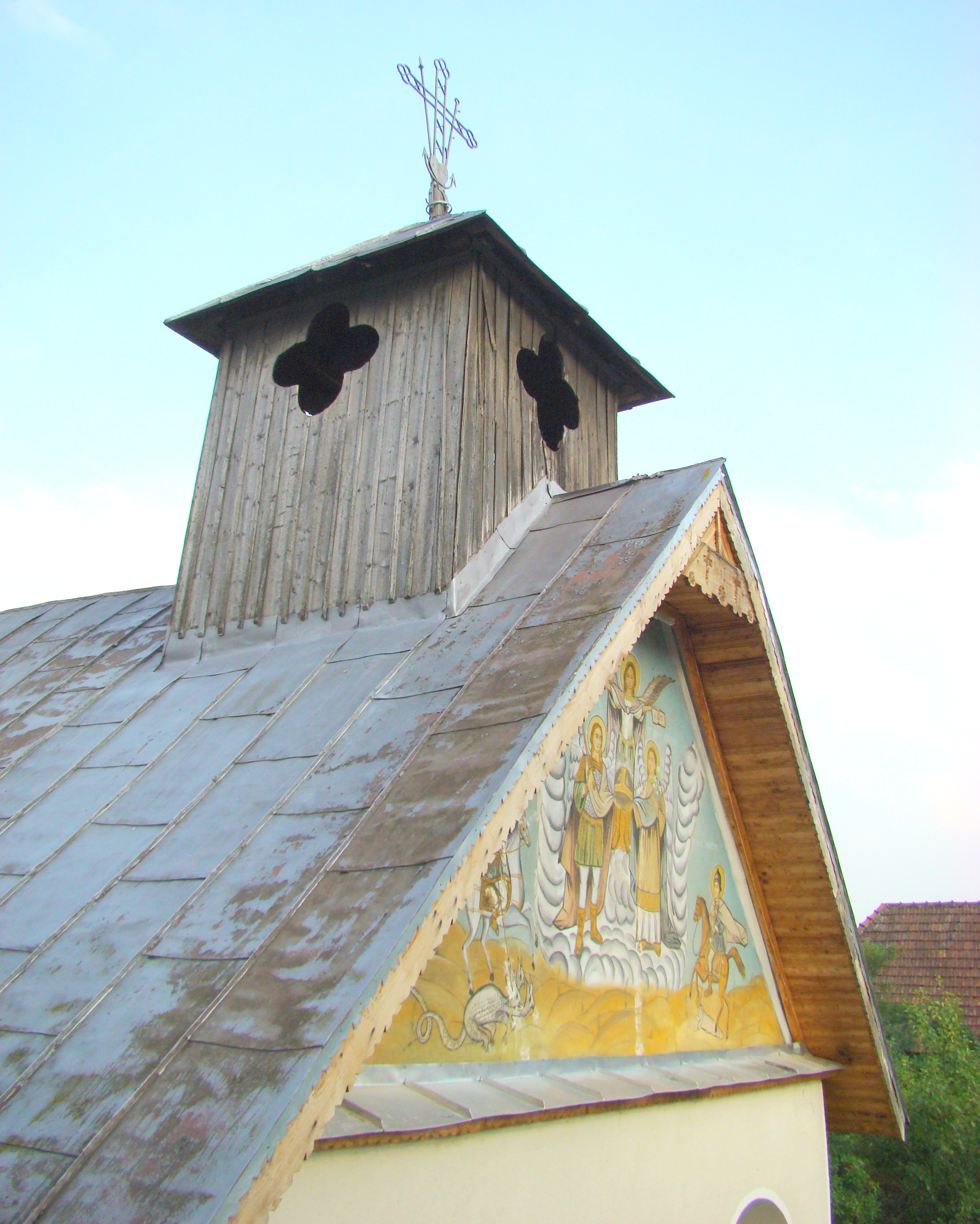
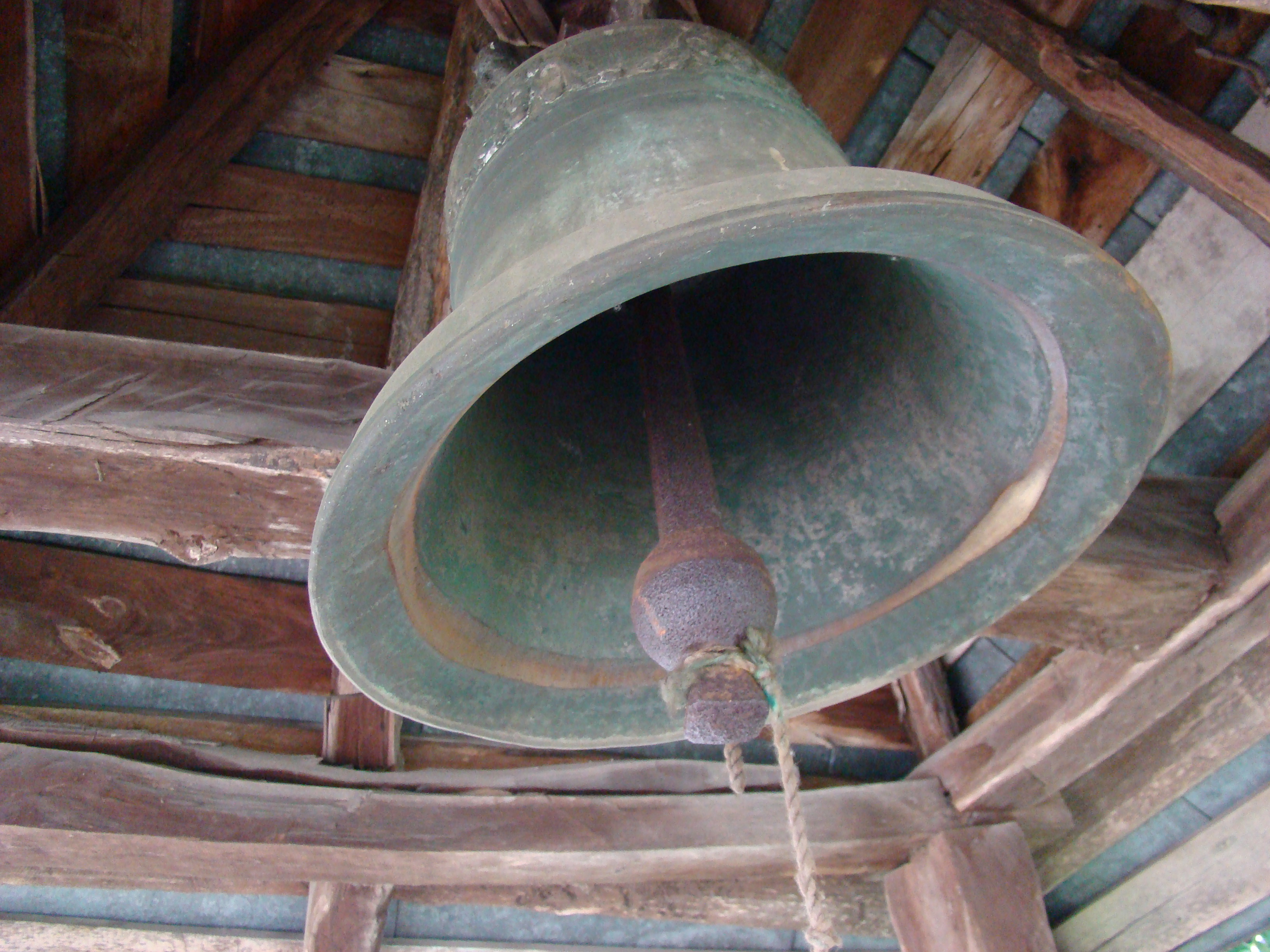
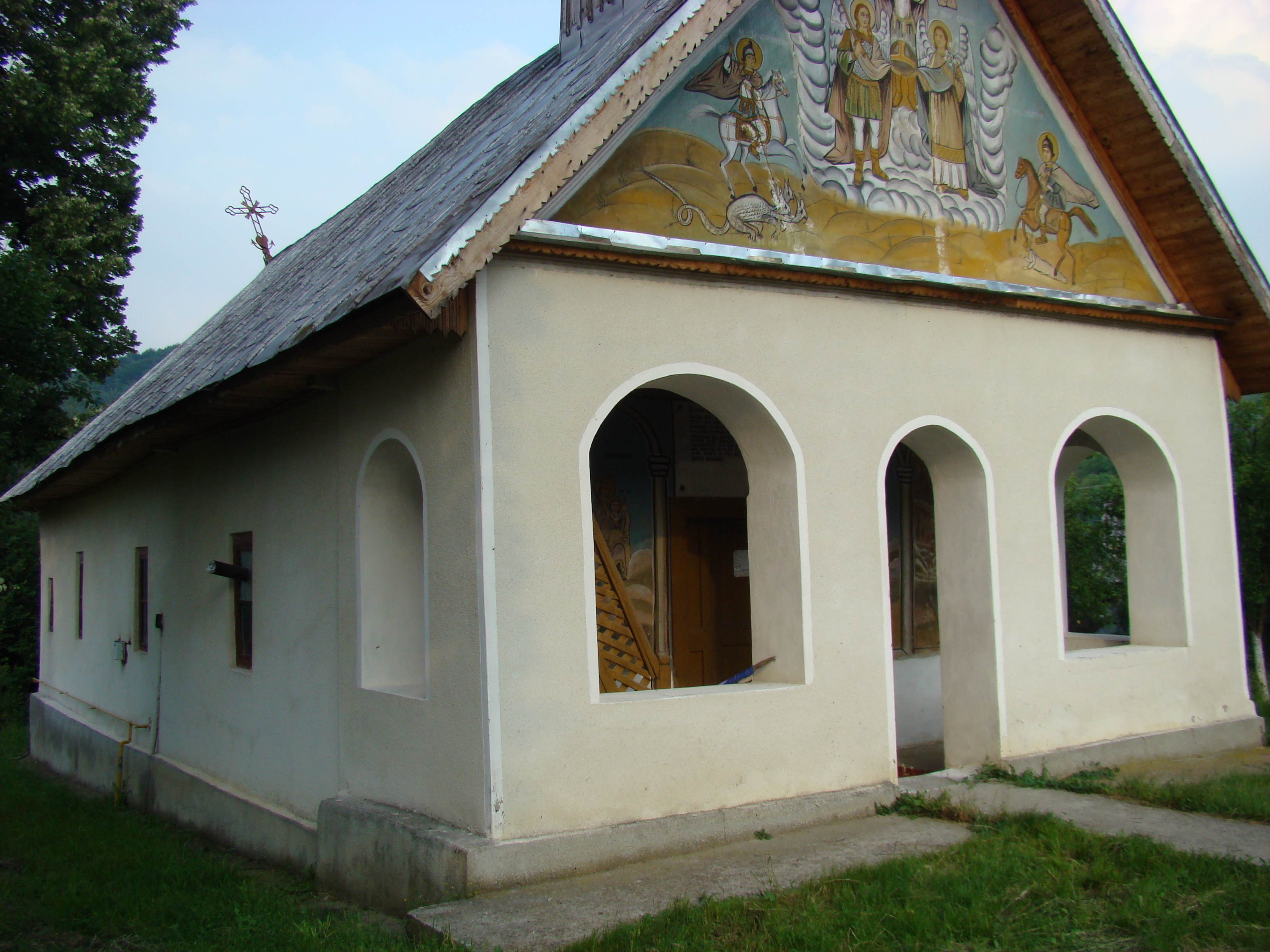
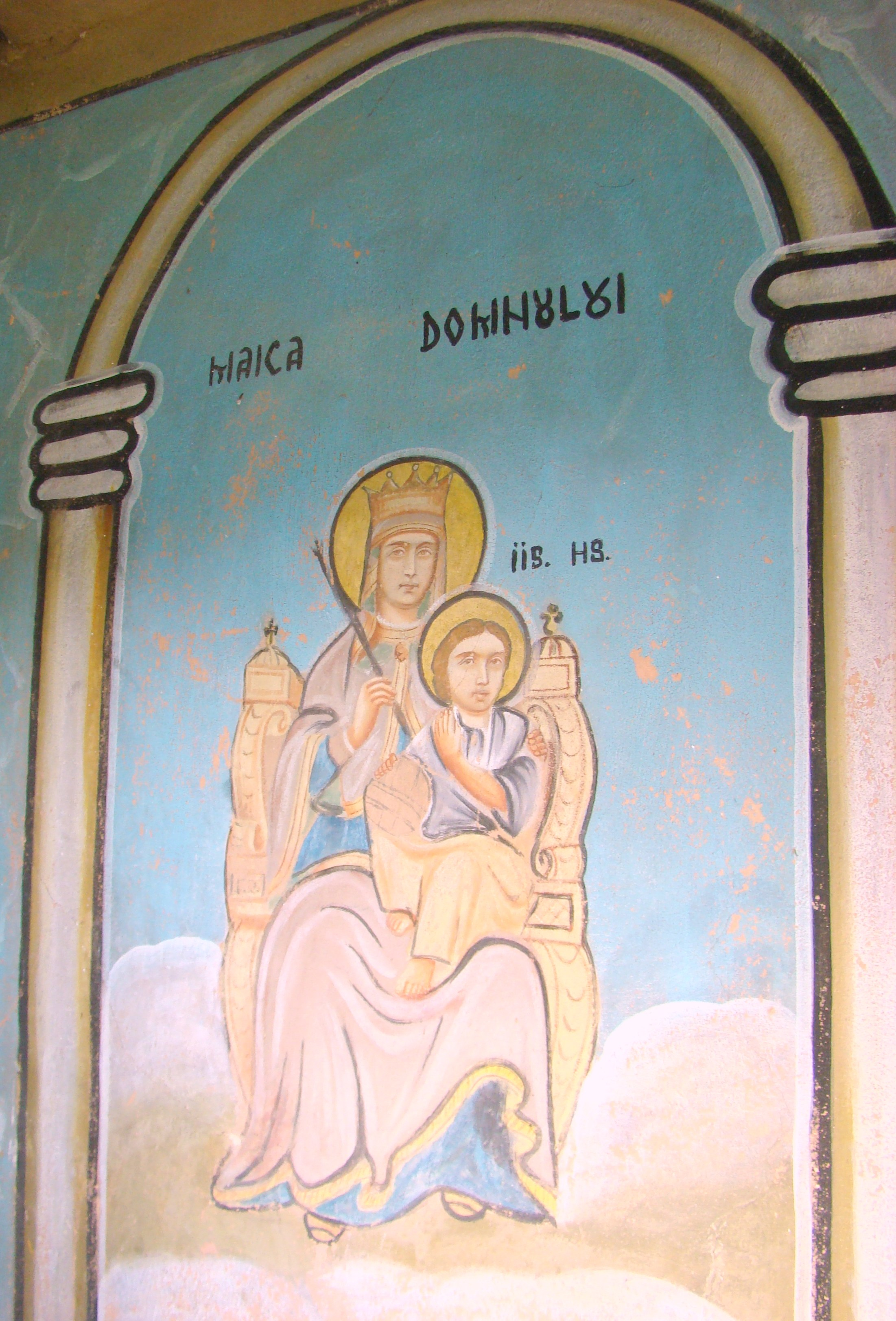
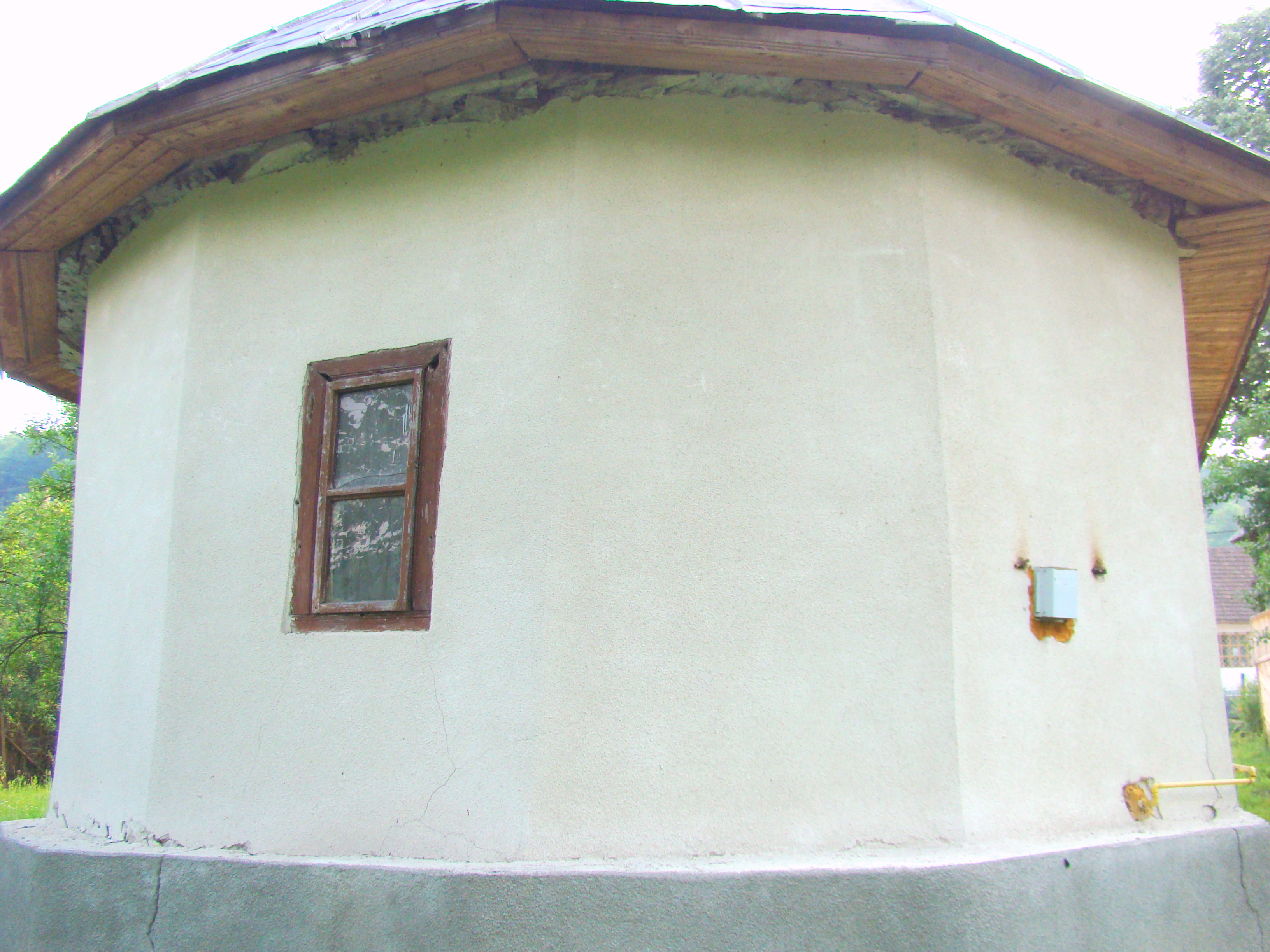
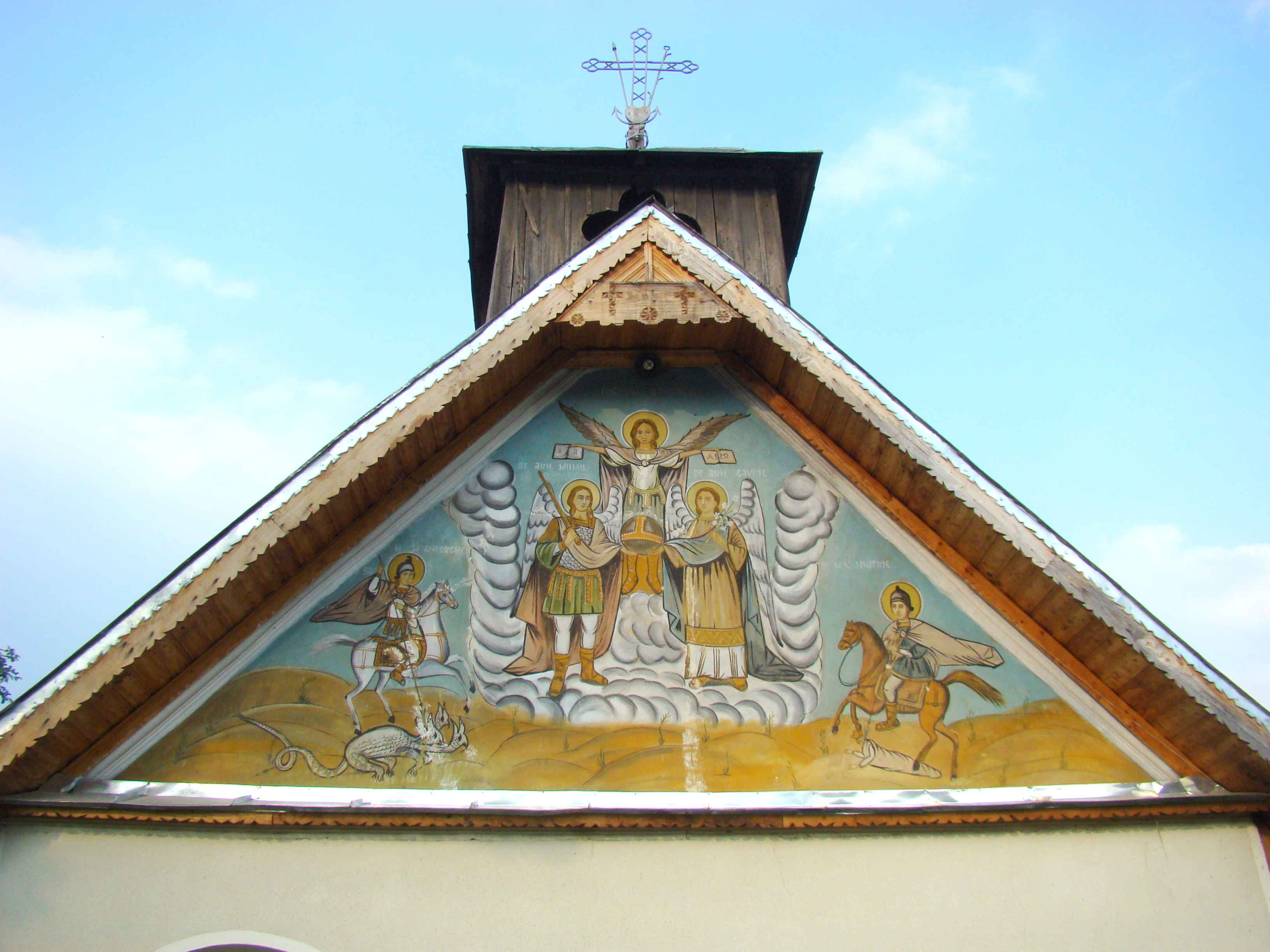
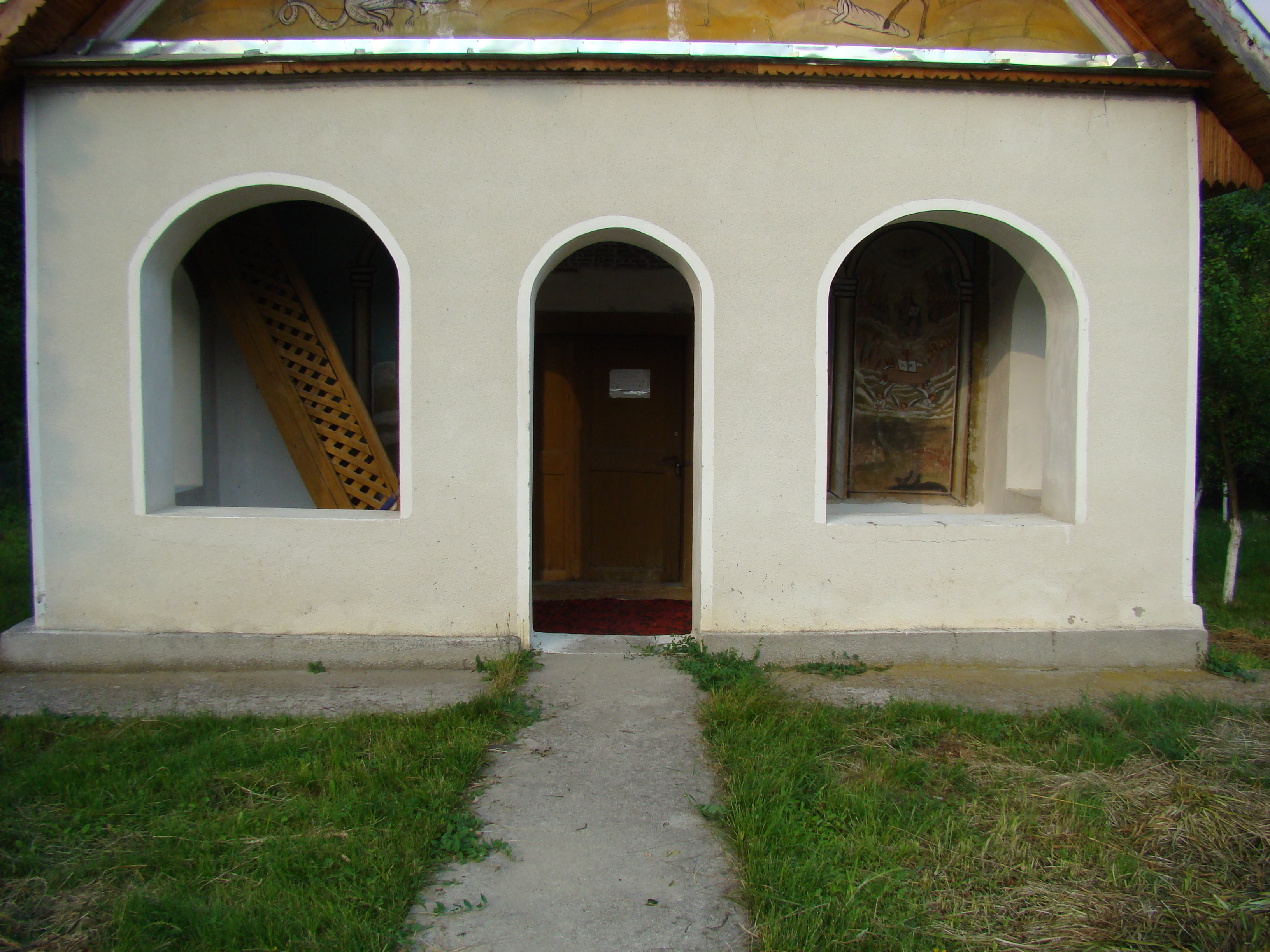
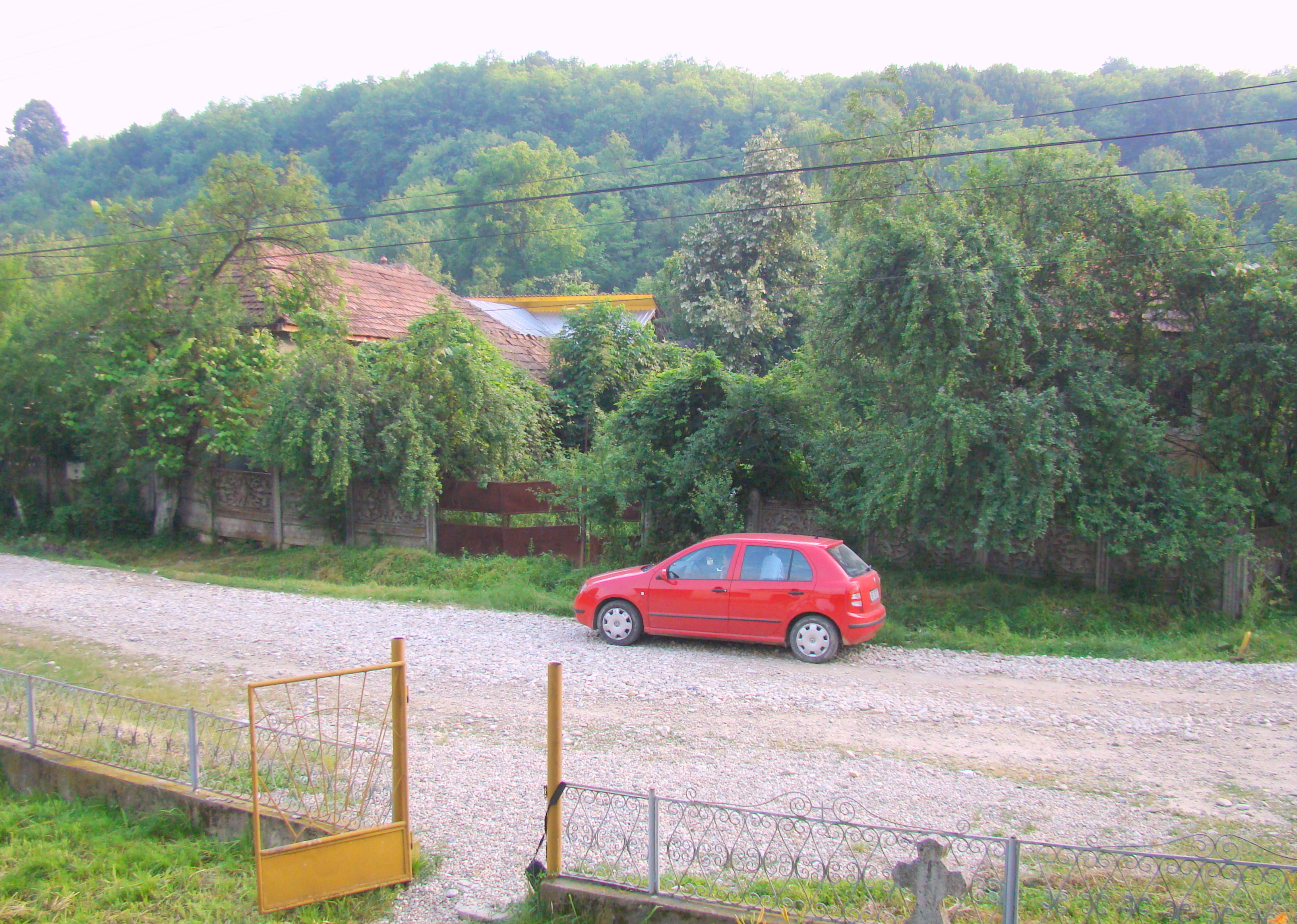